# Afrin (district)
Afrin (Arabisch:منطقة عفرين ; Koerdisch: Efrin) is een district in het Aleppo-gouvernement, Noord-Syrië. Het administratieve centrum is de stad Afrin.
Bij de volkstelling van 2004 (voor de Syrische Burgeroorlog) had het district 172.095 inwoners.

## Subdistricten
Het district is verdeeld in zeven subdistricten (nawāḥī):
| Code     | Naam                   | Oppervlakte | Inwoners (2004) | bestuurlijke zetel |
| -------- | ---------------------- | ----------- | --------------- | ------------------ |
| SY020300 | Nahiya Afrin           | 427,73 km²  | 64.758          | Afrin              |
| SY020301 | Nahiya Bulbul          | 203,36 km²  | 12.573          | Bulbul             |
| SY020302 | Nahiya Jindires        | 319,43 km²  | 32.947          | Jindires           |
| SY020303 | Nahiya Rajo            | 283,12 km²  | 21.955          | Rajo               |
| SY020304 | Nahiya Sharran         | 305,18 km²  | 13.632          | Sharran            |
| SY020305 | Nahiya Shaykh al-Hadid | 93,52 km²   | 13.871          | Shaykh al-Hadid    |
| SY020306 | Nahiya Ma'btali        | 208,51 km²  | 12.359          | Ma'btali           |